# Кабинет Кира Стармера
Кабинет Кира Стармера (англ. Starmer ministry) — 102-е правительство Великобритании, действующее с 5 июля 2024 года под председательством сэра Кира Стармера.

## Формирование кабинета
По итогам парламентских выборов прошедших 4 июля 2024 года Лейбористская партия добилась подавляющего большинства мест — 412 мандатов, и 5 июля 2024 года король Карл III поручил лидеру лейбористов сэру Киру Стармеру сформировать правительство.
Новый кабинет министров Стармера был сформирован 5-7 июля, первое заседание нового кабинета министров состоялось 6 июля, а заседание нового парламента состоялось 9 июля. Новый кабинет известен своим женским политическим представительством: женщины назначены на рекордную половину кабинета министров, включая первую женщину-канцлера в британской истории, а также на три из пяти высших политических должностей в британском правительстве.

## Состав правительства[1][5]
| Должность                                                                                              | Имя                                        | Партия        | Портрет | Примечания                       |
| --- | ------------------------------------------ | ------------- | ------- | -------------------------------- |
| Премьер-министр, первый лорд казначейства, министр по делам государственной службы                     | достопочтенный сэр Кир Стармер             | Лейбористская |         | С 5 июля 2024                    |
| Заместитель премьер-министра, министр жилищно-коммунального хозяйства, общин и местного самоуправления | достопочтенная Анджела Рэйнер              | Лейбористская |         | С 5 июля 2024                    |
| Канцлер казначейства, второй лорд казначейства                                                         | достопочтенная Рэйчел Ривз                 | Лейбористская |         | С 5 июля 2024                    |
| Министр иностранных дел, по делам Содружества и международного развития                                | достопочтенный Дэвид Лэмми                 | Лейбористская |         | С 5 июля 2024                    |
| Министр внутренних дел                                                                                 | достопочтенная Иветт Купер                 | Лейбористская |         | С 5 июля 2024                    |
| Министр обороны                                                                                        | достопочтенный Джон Хили                   | Лейбористская |         | С 5 июля 2024                    |
| Министр юстиции, лорд-канцлер                                                                          | Шабана Махмуд                              | Лейбористская |         | С 5 июля 2024                    |
| Канцлер герцогства Ланкастерского                                                                      | достопочтенный Пэт Макфадден               | Лейбористская |         | С 5 июля 2024                    |
| Министр здравоохранения и социального обеспечения                                                      | Уэс Стритинг                               | Лейбористская |         | С 5 июля 2024                    |
| Лидер палаты общин, Лорд-председатель Совета                                                           | Люси Пауэлл                                | Лейбористская |         | С 5 июля 2024                    |
| Лидер палаты лордов, Лорд-хранитель Малой печати                                                       | достопочтенная баронесса Смит Базилдонская | Лейбористская |         | С 5 июля 2024                    |
| Министр энергетической безопасности и углеродной нейтральности                                         | достопочтенный Эд Милибэнд                 | Лейбористская |         | С 5 июля 2024                    |
| Министр по делам окружающей среды, продовольствия и сельского хозяйства                                | Стив Рид                                   | Лейбористская |         | С 5 июля 2024                    |
| Министр бизнеса и торговли Председатель Торгового совета                                               | Джонатан Рейнольдс                         | Лейбористская |         | С 5 июля 2024                    |
| Министр труда и пенсий                                                                                 | Лиз Кендалл                                | Лейбористская |         | С 5 июля 2024                    |
| Министр образования                                                                                    | Бриджет Филлипсон                          | Лейбористская |         | С 5 июля 2024                    |
| Министр транспорта                                                                                     | Луиза Хейг                                 | Лейбористская |         | С 5 июля 2024 по 29 ноября 2024  |
| Министр транспорта                                                                                     | Хейди Александер                           | Лейбористская |         | С 29 ноября 2024                 |
| Министр культуры, средств массовой информации и спорта                                                 | Лиза Нэнди                                 | Лейбористская |         | С 5 июля 2024                    |
| Министр по делам Северной Ирландии                                                                     | достопочтенный Хилари Бенн                 | Лейбористская |         | С 5 июля 2024                    |
| Министр по делам Шотландии                                                                             | Иан Мюррей                                 | Лейбористская |         | С 5 июля 2024                    |
| Министр по делам Уэльса                                                                                | Джо Стивенс                                | Лейбористская |         | С 5 июля 2024                    |
| Министр науки, инноваций и технологий                                                                  | Питер Кайл                                 | Лейбористская |         | С 5 июля 2024                    |
| Также имеют право участвовать в заседаниях Кабинета                                                    |                                            |               |         |                                  |
| Парламентский секретарь Казначейства, Главный парламентский организатор                                | достопочтенный Алан Кэмпбелл               | Лейбористская |         | С 5 июля 2024                    |
| Главный секретарь Казначейства                                                                         | Даррен Джонс                               | Лейбористская |         | С 5 июля 2024                    |
| Генеральный атторней Англии и Уэльса                                                                   | лорд Ричард Хермер                         | Лейбористская |         | С 5 июля 2024                    |
| Младший министр по делам развития                                                                      | Аннелиза Доддс                             | Лейбористская |         | С 8 июля 2024 по 28 февраля 2025 |
| Младший министр по делам международного развития, Латинской Америки и Карибского бассейна              | Дженни Чепмен                              | Лейбористская |         | С 28 февраля 2025                |
| Министр без портфеля Председатель Лейбористской партии Великобритании                                  | Элли Ривз (без оплаты)                     | Лейбористская |         | Со 2 декабря 2024                |